# Witmer Stone
Pour les articles homonymes, voir Stone.
 (mai 2019).
Si vous disposez d'ouvrages ou d'articles de référence ou si vous connaissez des sites web de qualité traitant du thème abordé ici, merci de compléter l'article en donnant les références utiles à sa vérifiabilité et en les liant à la section « Notes et références ».
Witmer Stone est un naturaliste américain, né le 22 septembre 1866 à Philadelphie et mort le 23 mai 1939.

« Witmet Stone est né naturaliste, a grandi comme naturaliste et a vécu comme un naturaliste jusqu'à la fin de ses jours. La plupart des nombreuses activités de sa vie bien remplie étaient imprégnées de son profond intérêt de la nature. »

## Biographie
Il est le second fils de Frederick D. et Anne E. (née Witmer) Stone. Il grandit dans le quartier allemand et néerlandais (Germantown) de Philadelphie. Avec plusieurs de ses camarades, notamment le futur ornithologue Stewardson Brown (1867-1921) et le futur géologue Amos Peaslee Brown (1864-1917), il constitue une sorte de mini-société savante, la Wilson Natural Science Association, qui se fixe le but d’étudier l’histoire naturelle de leur quartier.
Après des études à la Germantown Academy, il entre à l’université de Pennsylvanie où il reçoit son Bachelor of Arts en 1887 et son Master of Arts en 1891. Il reçoit une bourse du fond Jessup en mars 1888 dans le cadre de l’Academy of Natural Sciences of Philadelphia. Il y découvre une collection ornithologique presque abandonnée depuis la mort de John Cassin (1813-1869), le précédent conservateur, vingt ans plus tôt. Cette collection est riche de 25 000 spécimens, tous montés et prêts à être exposés. Il découvre notamment que Cassin avait étiqueté parfois de façon fantaisiste les spécimens : “Étiqueté par John Cassin le 29 novembre 1848, à huit heures moins le quart du soir” ou “Je viens juste d’apprendre la chute de l’Empire français. Vive la République”. D’autres étiquettes sont de la main de John Kirk Townsend (1809-1851), John James Audubon (1785-1851), Spencer Fullerton Baird (1823-1887) ou Rubens Peale (1784-1864). Bien sûr, il est impossible d’exposer au public ces 26 000 spécimens d’autant que nombreuses espèces sont présentes en de multiples exemplaires comme les trente exemplaires d’épervier d'Europe ou les trente-huit de faucon pèlerin. Les spécimens historiques (ayant notamment servi pour décrire certaines espèces) sont mélangés avec les autres. Stone comme alors un énorme travail de catalogage et de préservation des spécimens et retrouve plus de six cents types ayant été utilisés par John Gould (1804-1881), Cassin, Townsend, Audubon et bien d’autres. Il met au point des méthodes de préservation pour les spécimens les plus rares et les espèces disparues. Ce travail est accompli, compte tenu des faibles moyens de l’Academy, dans des conditions difficiles.
Après être entré dans le bureau des conservateurs, d’abord comme assistant en 1892, puis comme membre en 1908, puis comme membre exécutif en 1918, il est nommé directeur du muséum en 1925 puis directeur émérite en 1928. Il devient l’un de deux vice-présidents en 1927, fonction qu’il occupe jusqu’à sa mort. Stone contribue à l’enrichissement de ces collections qui passent de 26 000 spécimens à 143 000 au moment de sa mort.
C’est peu après 1888, que Stone rencontre et lie d’amitié avec Spencer Trotter (1860-1931), qui avait bénéficié d’une bourse Jessup quelques années avant lui. Trotter est un ornithologue de la vieille école qui considère que le fusil est le meilleur outil d’observation des oiseaux. En 1885, il devient membre associé à l’American Ornithologists' Union et, en 1892, membre. Il se consacre à partir de 1890 au Delaware Valley Ornithological Club qui regroupe de jeunes naturalistes passionnés. C’est sous son action que ce club fait paraître, à partir de 1894, une liste des oiseaux du New Jersey et de l’est de la Pennsylvanie. C’est également lui qui initie Cassinia, la revue du club. L’une des activités du club est l’observation des migrations des oiseaux. Ces activités lui permettent de rencontrer de nombreux naturalistes parmi lesquels Joel Asaph Allen (1838-1921), Charles Foster Batchelder (1856-1954), Charles Barney Cory (1857-1921), Robert Ridgway (1850-1929), Elliott Coues (1842-1899), Clinton Hart Merriam (1855-1942), Daniel Giraud Elliot (1835-1915) et bien d’autres.
Il dirige l’American Ornithologists' Union (AOU) de 1920 à 1923 et est un membre actif de la Société nationale Audubon, il est également membre d’autres sociétés savantes comme l’American Association for the Advancement of Science et la Commission internationale de nomenclature zoologique. Il participe, à partir de 1896, à la commission sur la protection des oiseaux de l’AOU mais des désaccords portant sur la limitation des récoltes des œufs d’oiseaux sauvages le conduisent à démissionner. Il participe alors à d’autres commission, notamment celle sur la taxinomie, et dirige la parution de la revue de la société, The Auk de 1912 à 1936.
Outre ses travaux ornithologiques, Stone s’intéresse aux insectes et aux plantes de sa région. Il fait paraître ainsi une flore du sud du New Jersey de plus de 800 pages.
Il reçoit un titre de docteur en sciences honorifique en 1913 et le prix Alumni du mérite en 1937.